# Harenactis attenuata
Harenactis attenuata är en havsanemonart som beskrevs av Torrey 1902. Harenactis attenuata ingår i släktet Harenactis och familjen Haloclavidae. Inga underarter finns listade i Catalogue of Life.